# Röda draken (film)
Röda draken (originaltitel: Manhunter) är en amerikansk film från 1986, skriven och regisserad av Michael Mann, baserad på romanen Röda draken från 1981 av Thomas Harris.

## Rollista (i urval)
- William Petersen - FBI-agent Will Graham
- Kim Greist - Molly Graham
- Joan Allen - Reba McClane
- Brian Cox - Dr Hannibal Lecktor
- Dennis Farina - FBI-sektionschef Jack Crawford
- Tom Noonan - Francis Dollarhyde
- Stephen Lang - Freddy Londs
- Frankie Faison - Lt. Fisk

## Om filmen
År 2002 gjordes en nyinspelning av filmen med namnet Röd drake, med bland andra Anthony Hopkins och Edward Norton i rollerna.
Manhunter efterföljdes av filmen När lammen tystnar (1991) och därefter av Hannibal (2001).